# Tierra de Pinares
La Tierra de Pinares és una de les comarques de la província de Valladolid a la comunitat de Castella i Lleó. La comarca s'estén a la província de Segòvia.

## Tierra de Pinares de Valladolid
La Mancomunitat la conformen els municipis d'Aldea de San Miguel, Aldeamayor de San Martín, Camporredondo, Mojados, La Pedraja de Portillo, Portillo, San Miguel del Arroyo i Viloria. També s'hi inclouen a la comarca els d'Aguasal, Alcazarén, Almenara de Adaja, Bocigas, Boecillo, Cistérniga, Cogeces de Íscar, Fuente-Olmedo, Hornillos de Eresma, Íscar, Laguna de Duero, Llano de Olmedo, La Parrilla, Megeces, Montemayor de Pililla, Pedrajas de San Esteban, Puras, Quintanilla de Onésimo, Santibáñez de Valcorba, Sardón de Duero, Traspinedo, Tudela de Duero, Valdestillas, Viana de Cega.

## Tierra de Pinares Segoviana
Ocupa una extensió de 1.703 km², i té una població de 32.741 habitants (INE 2006). Està formada per un total de 49 municipis: Adrados, Aguilafuente, Aldeasoña, Cabezuela, Calabazas de Fuentidueña, Cantalejo, Carbonero el Mayor, Cobos de Fuentidueña, Cozuelos de Fuentidueña, Cuéllar, Cuevas de Provanco, Chañe, Fresneda de Cuéllar, Frumales, Fuente el Olmo de Fuentidueña, Fuente el Olmo de Íscar, Fuentepelayo, Fuentepiñel, Fuenterrebollo, Fuentesaúco de Fuentidueña, Fuentesoto, Fuentidueña, Gomezserracín, Hontalbilla, Laguna de Contreras, Lastras de Cuéllar, Mata de Cuéllar, Membibre de la Hoz, Navalilla, Navalmanzano, Navas de Oro, Olombrada, Orejana, Perosillo, Pinarejos, Pinarnegrillo, Remondo, Sacramenia, Samboal, San Cristóbal de Cuéllar, Sanchonuño, San Martín y Mudrián, San Miguel de Bernuy, Sauquillo de Cabezas, Torrecilla del Pinar, Turégano, Vallelado, Valtiendas, Veganzones, Villaverde de Íscar, i Zarzuela del Pinar.
Segons la web del sindicat ASAJA, però, la comarca té 2.216 km² (una tercera part de la província), i té una població de 42.439 habitants (INE 2006). Està formada per 59 municipis, que inclouen, endemés dels ja esmenats Abades, Aldea Real, Aldeanueva del Codonal, Aldehuela del Codonal, Anaya, Armuña, Añe, Bercial, Bernardos, Cantimpalos, Coca, Codorniz, Domingo García, Donhierro, Escalona del Prado, Escarabajosa de Cabezas, Escobar de Polendos, Fuente de Santa Cruz, Garcillán, Juarros de Riomoros, Juarros de Voltoya, Labajos, Lastras del Pozo, Marazoleja, Marazuela, Martín Miguel, Martín Muñoz de la Dehesa, Martín Muñoz de las Posadas, Marugán, Melque de Cercos, Migueláñez, Montejo de Arevalo, Mozoncillo, Muñopedro, Muñoveros, Nava de la Asunción, Nieva, Ortigosa de Pestaño, Rapariegos, Roda de Eresma, San Cristóbal de la Vega, Sangarcía, Santa María la Real de Nieva, Santiuste de San Juan Bautista, Tabanera la Luenga, Tolocirio, Valverde del Majano, Villeguillo i Yanguas de Eresma.